# Polytechnische Universität Zhejiang
Die Polytechnische Universität Zhejiang (chinesisch 浙江工业大学, transkribiert: Zhèjiāng gon̄gyè dàxué, offizielle Bezeichnung englisch: Zhejiang University of Technology, Kurzbezeichnung: Zhè Gōngdà.) ist eine staatliche Universität in der Provinz Zhejiang, mit Sitz in der Hauptstadt der Provinz, Hangzhou, mit Schwerpunkt Wissenschaft und Technik. Im Zentrum der Ausbildung stehen die Ingenieurwissenschaften, insbesondere ist der Einfluss von Chemical Engineering und Bioengineering sehr hoch. Die Polytechnische Universität Zhejiang hat sehr enge Beziehungen zu Industrie und Wirtschaft. Sie ist eine der bedeutendsten Universitäten im Jangtsekiang-Delta und der Provinz Zhejiang und belegt gegenwärtig in der Liste der Hochschulen in China Platz 70.

## Geschichte
Die Polytechnische Universität Zhejiang ist als integrierende Hauptuniversität direkt der Jurisdiktion der Provinzregierung von Zhejiang unterstellt. Sie wurde 1953 gegründet. Vorläufer kann man zurückverfolgen bis auf die Zhejiang Industrieschule mittlerer Einstufung, gegründet 1910. Etwa zwischen Juni 1953 und Juni 1958 trug sie die Bezeichnung Hangzhou Schule für Chemical Engineering. Von Juni 1958 bis August 1960 fungierte sie als Zhejiang Expertenhochschule für Chemical Engineering, dann von Februar 1960 bis Oktober 1980 als Zhejiang College für Chemical Engineering, Februar 1978 bis Februar 1993 als „Zhejiang College für Engineering“ und dann von Dezember 1993 bis heute als Polytechnische Universität Zhejiang.
In der weiteren historischen Entwicklung gab es einige Abspaltungen und Zusammenlegungen. Die Akademie für die Kader der Wirtschaftsverwaltung der Provinz Zhejiang, die Hangzhou Technische Schule für Schifffahrt, und die Zhejiang technische Schule für Baumaterialien wurden 1994 abgetrennt. Zwischen 1997 und 2001 wurden sie wieder in die Polytechnische Universität Zhejiang integriert. Die Hochschule hat sich zu einer Universität der Lehre und der Forschung von bedeutendem und umfassendem Einfluss innerhalb Chinas entwickelt.

## Drei Campusbereiche
- Zhaohui Campus (Hauptcampus, 朝晖校区（本部)
- Pingfeng Campus (屏峰校区)
- Zhijiang Campus (之江校区（之江学院)

## Institute und Abteilungen
Die Universität besteht zurzeit aus 20 Instituten und zwei Abteilungen:
- Institut für Chemieingenieurwesen und Werkstoffwissenschaft (化学工程与材料学院)
- Institut für Maschinenbau (机械工程学院)
- Institut für Informationstechnik (信息工程学院)
- Institut für Wirtschaftsmanagement (经贸管理学院)
- Institut für Bauwesen (建筑工程学院)
- Institut für Natur und Umwelttechnik (生物与环境工程学院)
- Institut für Geisteswissenschaften (人文学院)
- Institut für Pharmazie (药学院)
- Institut für Naturwissenschaften (理学院)
- Institut für Rechtswissenschaft (法学院)
- Institut für ausländische Sprachen (外国语学院)
- Institut für Kunstwissenschaft (艺术学院)
- Institut für Gesundheitswesen (健行学院)
- Institut für Politik und Öffentliche Verwaltung (政治与公共管理学院)
- Institut für Computerwissenschaft und -technologie, und Software (计算机科学与技术、软件学院)
- Institut für Internationale Angelegenheiten (国际学院)
- Institut für Wissenschaft und Technik der Pädagogik (教育科学与技术学院)
- Institut für Erwachsenenbildung (成人教育学院)
- Institut für (Angelegenheiten) betreffs des Yangtse (之江学院)
- Akademie für Postgraduales Studium (研究生院)
- Forschungsabteilung für Ideologie, Politik und Erziehung (思政教研部)
- Abteilung für Sport und militärisches Training (体育军训部)

## Funktionäre der Universität
- Ehrenpräsident: Shen Yinchu[2] (沈寅初)
- Präsident: Zhang Libin (张立彬)
- Vizepräsidenten: Ma Chun'an (马淳安), Cheng Songen (盛颂恩), Chen Jie (陈杰), Li Xiaonian (李小年) und Xiao Gang (肖刚)
- Sekretär des Parteikomitees der Universität: Mei Xinlin (梅新林)
- Vizesekretäre des Parteikomitees der Universität: Xiao Ruifeng (肖瑞峰), He Zhiyun (何智蕴)
- Disziplinarsekretär der Universität: Lu Zhanglu (卢章陆)

## Bedeutende Persönlichkeiten
Absolventen
- Xü Guangxian (徐光宪): Chemiker, Vater der Chemie für Seltene Erden in China, Mitglied der Chinesischen Akademie der Wissenschaften, zeitweiliger Studierender (1936–1937) der der Staatlichen Universität von Zhejiang assoziierten technischen Hochschule der Polytechnischen Universität Zhejiang.

Bedeutende Präsidenten der Universität
- Li Shouheng (李寿恒)[3] : Begründer der chinesischen Chemie.
- Shen Yinchu (沈寅初)[4]: Vater der Grünen Landwirtschaft (biologische Pestizide) in China, Mitglied der Chinesischen Akademie für Ingenieurwesen.

## Verbund der sechs Hochschulen im Yangzi Dreieck (长三角六校联盟)
Der Verbund führt jährliche interuniversitäre Projekte durch.
Im Jahr 2012 änderte der Verbund seine Bezeichnung in „Kooperationsbündnis der Hochschulen des Yangzi Delta“ (Chángsānjiǎo Gāoxiào Hēzuò Liánméng, 长三角高校合作联盟). Zwei neue Hochschulen sind hinzugekommen.
Neue Mitglieder (2012)
- Nanjing-Universität
- Chinesische Universität für Wissenschaft und Technik (Chinesisch: Zhōngguó Kēxué Jìshù Dàxué 中国科学技术大学; englisch: University of Science and Technology of China)

Provinz Zhejiang (浙江省)
- Zhejiang-Universität (浙江大学)
- Polytechnische Universität Zhejiang
- Technische Universität Zhejiang (浙江理工大学)

Stadt Shanghai (上海市)
- Jiaotong-Universität Shanghai (上海交通大学)
- Fudan-Universität (复旦大学)

Provinz Jiangsu (江苏省)
- Universität Südostchinas (东南大学)